# Ector (Teksas)
Ector – miasto w Stanach Zjednoczonych, w stanie Teksas, w hrabstwie Fannin.